# Godardia meruensis
Godardia meruensis är en fjärilsart som beskrevs av Van Someren 1936. Godardia meruensis ingår i släktet Godardia och familjen praktfjärilar. Inga underarter finns listade i Catalogue of Life.